# IVe siècle en science
IIIe siècle en science - IVe siècle - Ve siècle en science
Chronologie de la science
Cet article concerne les événements concernant les sciences et les techniques qui se sont déroulés durant le IVe siècle :

## Événements
- 302 : première représentation d'un étrier dans une tombe de la dynastie Jin au Hunan[1].

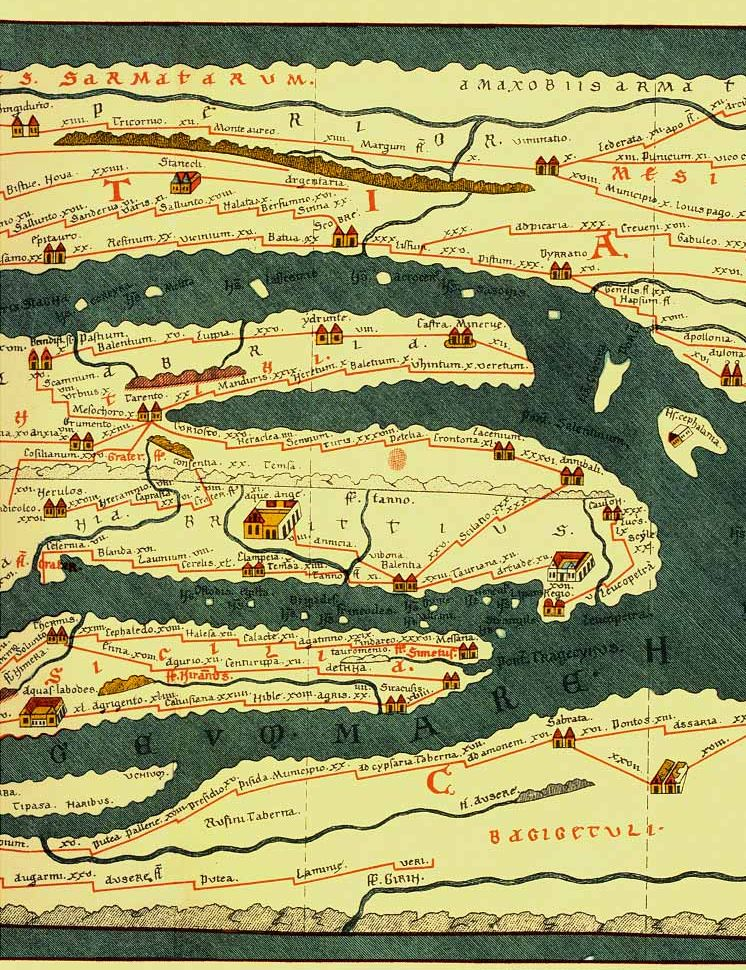
Table de Peutinger.

- Vers 335-366 : table de Peutinger, carte routière du monde romain établie entre 335 et 366[2].
- 355 : le  grec Oribase devient le médecin du futur empereur Julien[3].
- Vers 370 : les Huns introduisent en Europe des arcs réflexes composites en bois renforcés par des plaques d'os[4].
- 380-415, Inde : œuvres importantes rédigées en sanskrit dans les domaines des mathématiques et de l’astronomie sous le règne de Chandragupta II, qui s'entoure d'un cercle de poètes et de savants surnommés les neuf joyaux ou Navaratnas (en)[5]. Le pilier de fer de Mehrauli qui porte une inscription du roi Candra identifié avec Chandragupta II nous apporte la preuve que la technologie du fer a atteint à cette époque son plus haut point de perfection[6].
- 27 février - 28 mars 393 : les astronomes impériaux de la dynastie Jin à Nankin observent l'apparition d'une étoile invitée dans la constellation Wei (partie inférieure de la constellation du scorpion) pendant le deuxième mois lunaire de la dix-huitième année du règne Tai-Yuan ainsi que sa disparition pendant le neuvième mois lunaire (22 octobre - 19 novembre) de la même année. Les astrophysiciens rapprochent cette observation de la découverte par le satellite Rosat en 1996 du reste d'explosion d'étoile SNR G347.3-00.5 appelé également SN 393[7].

## Publications
- Vers 320 : le mathématicien Pappus publie sa Collection mathématique, rassemblant toutes les connaissances en la matière de son temps[8]. Il démontre géométriquement la théorie du centre de gravité.
- Vers 338 : les lettres d’Apsyrte fondent la médecine vétérinaire (hippiatrie)[9].

- Herbarius du Pseudo-Apulée de Sextus Apuleius Barbarus.